# Hylaeus biarmicus
Hylaeus biarmicus là một loài Hymenoptera trong họ Colletidae. Loài này được Warncke mô tả khoa học năm 1992.